# Anders Fannemel
Anders Fannemel, född 13 maj 1991, är en norsk tidigare backhoppare från Hornindal i Volda kommun, Møre og Romsdal fylke. Han representerade Hornindal Idrettslag under sin aktiva karriär. Fannemel är sedan 13 mars 2025 tillförordnad huvudtränare för Norges herrlandslag i backhoppning.

## Karriär
Anders Fannemel startade sin idrottskarriär med skidskytte. Från 2004 började han koncentrerade sig om backhoppning i skidföreningen på hemorten. Fannemel debuterade internationellt i Falun i Sverige 8 september 2007 i en FIS-tävling. Året efter, 13 september 2008 i stora Lysgårdsbakken i Lillehammer i Norge, debuterade han i kontinentalcupen och blev nummer 7 i en tävling som vanns av Severin Freund från Tyskland. I Lillehammer 23 augusti 2009 vann Fannemel en deltävling i kontinentalcupen. 
Fannemel deltog i junior-VM 2010 i Hinterzarten i Tyskland. Där blev han nummer 11 individuellt. Han blev även nummer 11 i lagtävlingen där Österrike vann före Tyskland och Slovenien. Under junior-VM 2011 i Otepää i Estland blev Fannemel nummer fyra individuellt, 8,0 poäng från en bronsmedalj. I lagtävlingen vann han dock bronsmedaljen med norska laget, efter Österrike och Tyskland.
Anders Fannemel startade första gången i världscupen 28 januari 2012 i Sapporo i Japan. Han blev nummer 7 i sin första deltävling i världscupen, hans bästa resultat i den individuella världscupen hittills. (Hemmahopparen Daiki Itō vann tävlingen före Anders Bardal från Norge och Kamil Stoch från Polen.) Fannemel har tävlat 2 säsonger i världscupen. Bäst hittills blev han säsongen 2011/2012 då han slutade på en 25:e plats totalt. I världscupen för lag, har Fannemel 3 placeringar på prispallen. I Willingen i Tyskland 11 februari 2012 vann Fannemel lagtävlingen tillsammans med Vegard Sklett, Rune Velta och Anders Bardal. 
Under skidflygnings-VM 2012 på hemmaplan i Vikersund blev Fannemel nummer 13 i den individuella tävlingen som vanns av Robert Kranjec från Slovenien, före Rune Velta och Martin Koch från Österrike. I lagtävlingen blev Norge (Bjørn Einar Romøren, Rune Velta, Anders Fannemel och Anders Bardal) nummer fyra efter Österrike, Tyskland och Slovenien.
Den 15 februari 2015 satte Fannemel nytt världsrekord i skidflygning med ett hopp på 251,5 meter i Vikersund. Han blev därmed också den första hopparen i historien att ta sig över 250 meter. Rekordet stod sig i två år.
Efter flera pauser och comebacker avslutade Fannemel slutligen sin aktiva karriär i just Vikersund i mars 2023.